# Lagidium viscacia pallipes
La vizcacha de la sierra o chinchillón (Lagidium viscacia pallipes) es una de las subespecies en que se subdivide la especie Lagidium viscacia, un roedor de la familia de las chinchillas. Se distribuye en el oeste de Sudamérica central.

## Taxonomía
Descripción original
Este taxón fue descrito originalmente en el año 1835 por el zoólogo E. T. Bennett, bajo la combinación científica de Lagotis pallipes.
En el año 1843, Wagner la transfirió al género Lagidium (Lagidium pallipes). En el año 1907, el mastozoólogo británico Michael Rogers Oldfield Thomas la transfirió al género Viscaccia (Viscaccia pallipes).
Etimología
Etimológicamente, el término subespecífico pallipes significa ‘pies pálidos’.

## Localidad tipo, distribución y discusión
La localidad tipo referida es: “Montañas de Chile (hoy Mendoza, Argentina), en altitudes entre 4000 a 5000 pies, entre Villavicencia (= Villavicencio) y Uspallata”. Si bien, especialmente por autores argentinos, se ha publicado como que esta subespecie se distribuye de manera endémica en la región andina centro-occidental de la Argentina (oeste de Mendoza y posiblemente sudoeste de San Juan), el origen de la localidad tipo es dudoso, sospechando que dicha localidad fuese designada arbitrariamente por Ángel Cabrera, pudiendo ser en realidad de algún punto de los Andes del norte de Chile, del Perú o de Bolivia. El propio Bennett aclara sobre la piel del ejemplar tipo: 

“…habiendo sido adquirida por la compra de Mr. Gould, que la compró de una colección que se cree fue traído de los Andes chilenos.”

Si realmente no corresponde la verdadera localidad típica a la figurada, las poblaciones del oeste mendocino y las aledañas del extremo sudoeste de San Juan deberían corresponder entonces a Lagidium viscacia viatorum, con localidad tipo en: “Punta de Vacas, a una altitud de 2300 msnm, noroeste de la provincia de Mendoza”, es decir, muy próxima a la referida para L. v. pallipes. 
Varios autores la incluyen subespecíficamente no en Lagidium viscacia si no en otra especie que se creó agrupando las subespecies septentrionales de L. viscacia, la que se denomina Lagidium peruanum (combinándola de esta manera: Lagidium peruanum pallipes). Sin embargo, la subespecie más austral referida bajo el concepto de L. peruanum se distribuye en el extremo norte de Chile, por lo que otros autores prefieren mantenerla en L. viscacia.

## Características
Este taxón es un roedor bastante grande, de cabeza corta y redondeada, grandes ojos oscuros y orejas siempre erectas, relativamente cortas (de alrededor de un tercio más cortas que la longitud de la cabeza). A ambos lados del hocico exhibe muy largas vibrisas, rígidas, oscuras, las que apuntan hacia abajo y hacia atrás. 
Posee un pelaje suave, denso y lanoso, el cual exhibe un patrón cromático dorsal (incluida la cabeza) gris ceniciento, gran parte impregnado de color marrón oscuro. Contrasta con el color dorsal una línea longitudinal vertebral de color más oscuro. Ventralmente es claro, blanquecino a crema-amarillento.
Todas sus extremidades tienen 4 dedos; las almohadillas plantares son las únicas zonas desnudas de pelaje de todo su cuerpo. Las anteriores son más cortas, y sus débiles uñas no le sirven para cavar. Las posteriores son mayores y cuentan con fuerte musculatura y largos pies, que le permite escapar de sus predadores saltando entre las rocas. Los pelos de todos sus pies son de color blancuzco-plateado.
La cola es alargada y está cubierta por pelos largos que surgen de la línea medial que recorre la superficie superior, los que son de color marrón oscuro en la base y marrón rojizo pálido en el extremo.